# المراوعة (الحديدة)

تعديل مصدري - تعديل

المراوعة هي مدينة يمنية تتبع محافظة الحديدة، وهي مركز مديرية المراوعة،يعود أول ظهور لها إلى القرن السادس الهجري بعد اندثار مدينة الكدراء التاريخية وهي مدينة عامرة بوادي سهام ، تقع شرق مدينة الحديدة على الطريق الرئيسي صنعاء الحديدة على بعد 22كم .
مدينة قديمة من مدن محافظة الحديدة وسهل تهامة يرجع بداية تأسيسها إلى القرن الثالث الهجري وتذكر بعض المصادر التاريخية أنها كانت قديماً لبني مجدل ، أول من سكنها من السادة الأهدليون السيد علي بن عمر بن محمد بن  سليمان العراقي الذي أشتهر بالأهدل ، وينتسب إليه الأهدليون في تهامة واليمن ، ومنهم عبد الرحمن بن محمد عبد الباري الأهدل المولود عام 1250هـ , والعلامة عبد الرحمن بن محمد أحمد عبد الباري الأهدل مؤلف كتاب الكواكب الدرية لشرح متمم الأجرومية. 
- Wor Gazetteer:Yemen
- الجهاز المركزي للإحصاء بالجمهورية اليمنية
- المركز الوطني للمعلومات باليمن